# (6581) Sobers
(6581) Sobers ist ein Asteroid des Hauptgürtels. Er wurde am 22. September 1981 vom tschechischen Astronomen Antonín Mrkos am Kleť-Observatorium (IAU-Code 046) bei Český Krumlov entdeckt.
Der Asteroid wurde nach dem ehemaligen Cricketspieler Garfield Sobers (* 1936) aus Barbados benannt, der für das Team der West Indies spielte und im Jahr 2000 zu einem der fünf besten Cricketspieler des 20. Jahrhunderts gewählt wurde.